# Agaricostilbum novozelandicum
Agaricostilbum novozelandicum är en svampart som beskrevs av W.B. Kendr. & X.D. Gong 1995. Agaricostilbum novozelandicum ingår i släktet Agaricostilbum och familjen Agaricostilbaceae.   Inga underarter finns listade i Catalogue of Life.